# ヴィルヘルム・リープクネヒト

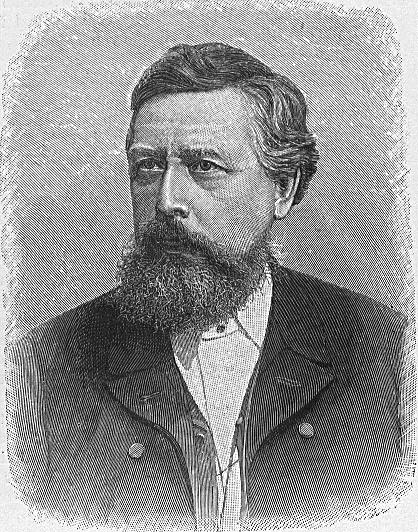
ヴィルヘルム・リープクネヒト

ヴィルヘルム・マルティン・フィーリプ・クリスティアン・ルートヴィヒ・リープクネヒト（Wilhelm Martin Philipp Christian Ludwig Liebknecht、1826年3月29日 - 1900年8月7日）は、ドイツの政治家でドイツ社会民主党の創立者の一人。カール・リープクネヒトの父。

## 経歴
ヘッセン大公国領のギーセンに官吏の子として生まれ、1832年に両親を失ってからは親戚のもとで育った。11歳の時に、叔父の教育者フリードリヒ・ルートヴィヒ・ヴァイディヒが反乱を企てたかどで逮捕され、予審判事の拷問と侮辱に耐えかねて自殺するという事件が起きた。このことはリープクネヒトをして社会正義に目覚めさせ、民主主義運動に向かわせるきっかけとなった。ギムナジウムに入学し優秀な成績をおさめた一方、アンリ・ド・サン＝シモンの著書に親しんだ。ギーセン大学やベルリン大学などで言語学や哲学を学んでいたが、社会主義の宣伝活動に加わったことで大学を追放された。1848年9月のバーデン一揆に参加し逮捕・投獄されたが、翌年5月には釈放され、国民軍の砲兵となった。その後ラシュタットの牢獄に再投獄され釈放されたのち、帝国憲法闘争に参加した。スイスに亡命し、ジュネーヴでドイツ人労働者協会を組織したが、1850年2月にムルテンでおこなわれた大会で逮捕され、武装侵略を企てた容疑により同志295名とともに国外追放された。
ロンドンにおける亡命生活に入って間もなく、カール・マルクスやフリードリヒ・エンゲルスの知遇を得て共産主義者となり、行動を共にするようになった。1862年に帰国し『北ドイツ新聞』(Noddeutsche Allgemeinezeitung) などの新聞に寄稿して生活するかたわら、労働者組合の会議に出席して、オットー・フォン・ビスマルクの政策を攻撃した。そのため1865年にプロイセンを追われてライプツィヒに居住し、『中央ドイツ民報』(Mitteldeutsche Volkszeitung) 紙の編集者になった。同じ年にアウグスト・ベーベルと知り合い、ザクセン地方で遊説することを引き受け、労働者強化組合で講義もした。1866年にザクセン人民党を設立し、翌年にはベーベルとともに北ドイツ連邦議会議員に選出された。1868年に創刊した『民主主義週報』(Demokratisches Wochenbratt) を拠点として、ドイツの無所属労働組合をマルクス派に結集し、1869年8月のアイゼナハ労働組合大会で社会民主労働党の創立を決定させるまでになった。
リープクネヒトは1867年から1870年までプロイセン国会議員であり、1874年から没年までドイツ帝国議会の議員であった。その間フランスとの戦争に際してはアルザス＝ロレーヌの併合に反対して投獄されるなど、ビスマルク政府との対峙を続けた。1875年のラッサール派との合同についてはマルクスに批判されたが、一貫してマルクスの忠実な弟子という姿勢を崩さなかった。1890年の社会主義者弾圧法の廃止と同時にベルリンに住み、党中央機関紙『前進』(Vorwärts) の主筆となった。1898年からエドゥアルト・ベルンシュタインの修正主義との闘争を開始し、そのさなかベルリン近郊のシャルロッテンブルクで没した。

## 性格と評価
長年の僚友であったベーベルは、リープクネヒトについて次のように評価した。
リープクネヒトは真の戦闘的気分の所有者であって、偉大な事業の完成に欠くべからざる確固不動の楽観的気質の人であった。……公の問題については、自分の意見への反対が出ると断言的にこれに対抗する癖があった。彼は実際的事務の能力を欠いていたので、誰かが内助者となって彼の計画の遂行を助ける必要があった。
同じように、マルクスはリープクネヒトの「機転の利かなさと乱暴な放言」を指摘していた。このような闘士としての資質が深い学識と相まって、彼をマルクス主義の強力な代弁者とした。ベーベルをラッサール派からマルクスの主張に近づけたのは、リープクネヒトの功績である。ベーベルが政治的妥協に向いていたのに対し、リープクネヒトは議会政治ではなく戦場における実力行使が社会主義の運命を決する、という考えを持っていた。このまったく対照的な2人がお互いに補いあい、ドイツ社会民主党を大衆政党とする基盤を造ったのであった。

## 著書
- Karl Marx, ein Lebensabriss 1896年：カール・マルクスの略伝と回想記で、マルクスに関する重要文献。
- Die politische Stellung der Sozialdemokratie 1869年
- Zur Grund und Bodenfrage 1876年
- Geschichte der Französischen Revolution 1890年